# 陳韻文 (編劇家)
陳韻文（英語：Joyce Chan），香港小說及專欄作家、電視電影及電台編劇。以其細緻觸覺及精妙佈局為人所熟悉。她畢業於香港中文大學新亞書院。六十年代至七十年代初期曾為不同文學雜誌及報刊撰文。
1976-78年間，曾編寫電視劇羣星譜、相見好、CID之兩飛女、CID之晨午暮夜、北斗星之阿詩、狂潮、七女性、追族、名流情史、屋簷下之阿瓊的故事、ICAC之歸去來兮、ICAC之男子漢、ICAC之水、出籠、香江歳月等電視劇。紀錄片-奇趣錄。編寫的電影劇本有：牆內牆外、瘋劫、撞到正、愛殺、女人檔案、烈火青春、雪兒等電影。是新浪潮電影著名編劇。
1978年與李國松結婚，1979年應愛荷華大學 International Writers Program 邀請為駐校作家。1982年與李國松推出紀錄片「血的紀錄」。多年來在香港電台及商業電台主持音樂節目如：流行歌曲話當年 夜半無人私語時 無邊界韻文 樂在其中 舊事重提等等。又為商業電台編寫廣播劇：美美的世界、羊脂球、春風沉醉的晚上。小說著作有《終與始》《小心》《南京的基督》《有鬼用》《韻文集》《放血》。活躍至八十年代中，移居法國，加拿大，美國、馬來西亞。近年回港為香港電影資料館、三聯出版社、以及香港大學主持通識講座。
李國松辭世後定居加拿大多倫多。

## 電台節目
- 綠寶點唱
- 樂在其中
- 夜半無人私語時
- 流行歌曲話當年
- 無邊界韻文

## 編劇（電視廣播有限公司）
- 《係咁嫁啦》(1975年)
- 《經紀日記》(1975年)
- 《群星譜：王釧如》(1975年)
- 《群星譜：徐楓》(1975年)
- 《群星譜：白鷹》(1975年)
- 《相見好》(1975年)
- 《甜姐兒》(1976年
- 《龍虎豹》第六集(1976年)
- 《相見好II》(1976年)
- 《CID：兩飛女》(1976年)
- 《CID：晨午暮夜》(1976年)
- 《北斗星：阿詩》(1976年)
- 《北斗星：離家少女》(1976年)
- 《狂潮》(1976年)
- 《七女性：苗金鳳》(1976年)
- 《七女性：楊詩蒂、李欣頤》(1976年)
- 《七女性：李司棋》(1976年)
- 《七女性：林建明》(1976年)
- 《七女性：汪明荃》(1976年)
- 《13：殺妻》（上、下集）(1977年)
- 《家變》（故事及編劇）(1977年)

## 編劇（其他）
- 《追族》（故事及編劇）(1978年，麗的電視)
- 《名流情史》（故事及編劇）(1978年，佳藝電視)
- 《孖寶雙嬌》(1978年，佳藝電視)
- 《獅子山下：橋》(1978年，香港電台)
- 《屋簷下：阿琼的故事》(1978年，香港電台)
- 《屋簷下：開眉粥》(1978年，香港電台)
- 《屋簷下：老夫老妻》(1978年，香港電台)
- 《ICAC：歸去來兮》(1979年，廉政公署)
- 《ICAC：男子漢》(1979年，廉政公署)
- 《ICAC：兩個故事(水)》(1979年，廉政公署)
- 《香江歲月第一輯》(1984-1985年，香港電台)
- 《性本善：覆水難收》 (1987年，香港電台)
- 《香江歲月第三輯》（編劇及編審）(1996年，香港電台)
- 《過期的春天》 (馬來西亞M2台)
- 《我愛瓷廠街》 (馬來西亞M2台)
- 《美美的世界》 (電台廣播劇)

## 電影編劇
- 鬼眼（故事） (1974)
- 牆內牆外 (1979)
- 瘋劫 (1979)
- 撞到正 (1980)
- 有你冇你 (1980)
- 愛殺 (1981)
- 龍咁威 (1981)
- 公子嬌 (1981)
- 投奔怒海（初稿，未記名） (1982)
- 烈火青春 (1982)
- 女人檔案 (1982)
- 第一次 (1983)
- 雪兒 (1984)
- 錯愛 (1994)  *註： 李松明、陳耀成 合註為小說
- 南京的基督 (1995)

## 著作
- 《終與始》(1963) (筆名：愚露)
- 《韻文集》 (1978)
- 《錯愛》(1994) *註： 主要著者：李松明，其他著者：陳耀成
- 《南京的基督》(1995)
- 《放血》 (1996) *註：原名《滴血不漏》
- 《小心》 (2014)
- 《有鬼用》 (2016)
- 《長短句》 (2022)
- 《滋事札》（2023）

## 外部連結
- 陳韻文在互联网电影资料库（IMDb）上的資料（英文）（英文）
- 在AllMovie上陳韻文的頁面（英文）
- 陳韻文在香港影庫上的簡介
- 陳韻文在时光网上的簡介（简体中文）
- 明周文化 - 【香港有個陳韻文】 （页面存档备份，存于）